# Carlos Romeu
Pour les articles homonymes, voir Romeu.
Carlos Romeu Müller, né le 17 mai 1948 à Barcelone et mort le 24 juillet 2021 à Madrid, dit Romeu, est un caricaturiste et auteur espagnol.  

## Biographie
Carlos Romeu naît le 17 mai 1948 à Barcelone. Il est le fils d'un père catalan qui travaille dans l'industrie textile et d'une mère française. Il abandonne ses études pour suivre une formation de professeur de commerce. Il  choisit à la place des études d'arts appliqués mais là aussi ne les achève pas.
En 1972, sa première bande dessinée paraît dans le magazine Nueva Dimensión,. Depuis lors, ses publications paraissent dans environ soixante-dix médias différents. Il cofonde plusieurs magazines satiriques et humoristiques tels que El Jueves, Mata Ratos, Nacional Show et la deuxième saison de Muchas Gracias. À partir de 1976, il dessine pour El País et son magazine du dimanche, ainsi que pour les magazines Muy Interesante, Triunfo, Interviú et Playboy. Il est l'auteur de 12 bandes dessinées et de deux romans. Miguelito est particulièrement connu en Espagne. Les dessins humoristiques autour de ces personnages paraissent dans El País de 1976 à 2009 et dans une série de sept éditions de livres de 1984 à 1997,.
En 2013 sort la publication de son autobiographie Ahora que aún me recuerdo de todo (o casi) (Maintenant que je me souviens encore de tout (ou presque)). Il y dresse un tableau de l'histoire de l'Espagne des dernières décennies et passe en revue des personnes comme El Perich, Manuel Vázquez Montalbán, Enrique Tierno Galván, Chumy Chúmez, Narcís Serra, Juan Luis Cebrián et Jordi Pujol. À travers de nombreuses anecdotes, le livre raconte les difficultés de la transition en Espagne, le passage de la dictature franquiste à la démocratie, et les fréquentes accusations d'opinions insubordonnées. De manière très directe et avec un humour noir, il décrit également sa santé déficiente.
En 2015, Carlos Romeu traduit en espagnol le numéro 1 178 de Charlie Hebdo, consacré à l'attentat perpétré contre le magazine français une semaine plus tôt.
Il meurt le 24 juillet 2021 à l'âge de 73 ans.